# 2023年莎亞南比奇390型飛機墜毀事故
2023年8月17日，一架比奇390型飛機在馬來西亞雪蘭莪州莎亞南市艾美納附近墜毀，造成10人死亡。這架飛機當時正從浮羅交怡國際機場飛往苏丹阿都阿兹沙机场，飛機在降落前兩分鐘墜毀。

## 事故
事故涉及的飛機是一架比奇390型（N28JV），由專屬私人飛行服務公司Jet Valet營運。
根據墜機現場附近的目擊者稱，墜機發生前飛機的飛行動作不穩定。飛機上載有八人，其中包括彭亨州行政議員兼柏朗埃區州議員佐哈里·哈倫。客機於下午2點47分左右和管制塔台聯繫，並於48分取得降落許可。然2點51分左右，塔台發現客機開始冒煙，不過並未發出求救訊號。
飛機在接近艾美納中央公園（Elmina Central Park）的牙直利大道墜機過程中，同時撞上地面上的汽車駕駛一人、一人是外送機車騎士，造成兩人死亡。馬來西亞民航管理局則指出，飛機失事出現冒煙情況但沒有呼救。
幾小時後，國家元首苏丹阿都拉前往墜機現場評估情況。截至晚上9時30分，墜機事故現場仍有大批科學鑑證組人員，以及由警方、消拯局、民防部隊等組成的救援隊伍進行搜證及調查工作。所有罹難者將送往巴生醫院進行鑑定。

## 反应
在事故發生后，警方派出身穿防护服的医护人员以及警犬，进入灾区搜集罹难者残骸。。。隨後，全国警察总长丹斯里拉扎鲁丁证实，警方已针对坠机事故寻获六坨肉碎和一具完整遺體。。在搜救行動經過4個半小時候，雪州总警长拿督胡申证实，10名罹难者的遗体全数寻获。此外，警方也在现场找到一台驾驶舱话音记录器。

### 政界領袖發文悼念
前首相马哈迪·莫哈末在面子书发帖写道：
|  | 我关注了昨晚在莎阿南市艾美纳发生的飞机失事事件，造成了10人丧生。据报道，这架飞机正从浮罗交怡返程，几乎已经要降落在梳邦机场了。 |

|          | 哈斯玛（茜蒂哈斯玛）和我对这场不幸的悲剧感到深感悲痛。我们祈祷所有罹难者的灵魂都能安息在善人之中。向所有家庭成员表示我们的慰问。 |
| ——马哈迪 | |

首相兼希盟及人民公正党主席的安华透过面子书专页发文，向今午莎阿南埃尔米纳坠机意外罹难者的家属致哀。
|        | 祈愿他们每个人都能坚强面对此考验。 |
| ——安華 |                                    |

马华总会长兼亚依淡国会议员拿督斯里魏家祥，在面子书专页发文悼念坠机离世的罹难者，包括巫统柏朗界州议员拿督斯里佐哈里哈仑。
|          | 向今日莎阿南埃尔米纳发生坠机意外的罹难者致哀。 |
| ——魏家祥 |                                                |

巫统总秘书拿督阿斯拉夫他表示从各家媒体报导中得知佐哈里哈仑就在发生坠机意外的机上，这消息令他感到难过。他也表示數周前才與佐哈里哈仑見面，祈愿佐哈里哈仑及所有罹难者安息。

前首相拿督斯里依斯迈沙比里也发文悼念佐哈里哈仑，表示他得知该空难导致10人丧生感到相当心碎。

馬來西亞民主联合阵线時任主席赛沙迪则发文提醒民众，尊重逝者和罹难者的家属感受，切勿再转发坠机意外的相关视频。
|          | 设想一下，假如我们的家人就在其中，而我们看到这么恐怖的视频被公开。 |
| ——赛沙迪 |                                                                    |

## 調查
2023年8月29日，交通部部長陸兆福表示，在美國L3 Harris佛羅里達原廠的幫助下，成功從駕駛艙語言記錄儀中下載了清楚的錄音，包括墜機前30分鐘前錄音數據。
2023年9月15日，馬來西亞交通部航空事故調查局AAIB发布了初期报告。根據該報告，事故发生时，飞机右翼尖首先撞击坚实的地面，随后机头以高能撞击，导致减速力和火灾的发生。这种高能碰撞通常在短持续时间内发生（0.1至0.5秒），对飞机乘客造成致命伤害。
初步报告共有60页，已上载至交通部官网。报告指出，冲击力、碰撞方式和幅度都超出人类的承受极限，表明这是一起几乎无生还可能的事故。
交通部预计莎阿南飞机坠毁事故的最终报告将在2024年8月完成。根据国际民航公约，从事故发生起12个月内需完成相关文件。初步报告符合国际民航公约附件13（ICAO附件13）的标准，要求在事故发生后30天内提供初步报告。

### 完整調查報告公布
2024年8月16日，馬來西亞交通部發布完整調查報告。根據航空事故調查委員會（AAIB）的調查結果，這起事故的主要原因是機組人員在執行著陸前檢查表時，無意中伸展了升力傾卸擾流板，導致飛機突然失去升力，從而引發了災難性的失控，最終導致飛機墜毀。調查報告指出，這一失誤很可能是由當時作為副駕駛的機組人員造成的。此外，報告中還指出了促成事故發生的其他因素，包括機組人員的座位安排偏離了既定協議、機組人員培訓不足、監管方面存在灰色地帶以及溝通和決策過程中的缺陷。
這次事故中的失事飛機由Jet Valet Sdn Bhd運營。調查報告建議該公司加強其機組人員的培訓計劃，特別是要強調正確執行檢查表程序、機組資源管理以及嚴格遵守既定協議的重要性。特別關注應放在不熟悉的系統操作上，尤其是升力傾卸系統的操作。報告還強調，該公司必須確保全面遵守民航法規，包括獲取必要的非定期航空服務批准和遵守飛機手冊中規定的座位安排協議。為了確保合規性，報告建議Jet Valet定期進行審計和監督，以識別並糾正任何法規合規性方面的差距。同時，Jet Valet及其母公司Koperasi Amanah Pelaburan Bhd應該實施一個健全的安全管理系統，推動透明度、責任感和持續改進的文化。
報告還呼籲馬來西亞民航局檢討目前對外籍機組人員操作的外國飛機在馬來西亞境內運營的監管框架，確保這些操作符合國際航空安全標準。這項檢討應包括對執照要求、培訓標準和操作協議的評估，以降低外國飛機運營中可能存在的風險。調查報告強調，艾美娜飛機失事的主要原因是飛行過程中失控，而失控的起因則是升力傾卸擾流板的誤操作。